# Підгірці (Рівненський район)
Підгі́рці — село в Україні, в Рівненському районі Рівненської області. Населення становить 92 осіб. Належить Дядьковицькій сільській громаді

## Історія
Перші вісті про Підгірці виринають з актів 1570 року. Тоді «Подгорцьі», як маєтність Єрофія Гойського, нараховували 25 «димів», мали рибні ставки, смолярню, круподерню, лісові «борті». У 1535 році Іван Чаплич-Шпанівський надає частину «Подгорецких лесов» посесору Козелецькому, за що він зобов’язується заліснити корчунок, розширити смолярню, спорудити греблю для водяного млина. Три роки опісля засвідчено кражу коней «с подгорецкого пастбища». Акт 1648 року сповіщає про збирання пожертв для цвинтарної каплиці в «Подгорцах». У наступному році засвідчено велику повінь, яка знищила посіви й деякі дворові забудови «погорецких подданьїх». У 1651 році через «Подгорцьі» на Милостів пробивались повсталі селяни до загину Максима Кривоноса. Рік опісля «Подгорецкое имение» в числі сусідніх згадується кілька разів як місце, де діяли каральні загони шляхти. Карта 1810 року називає село «Подгорец», а поземельний план за 1813 рік - «селение Подгорное». За книгою Миколи Теодоровича 1889 року, «деревня» «Подгорцьі» належала до Милостівської єпархії і нараховувала в кінці XIX ст. 16 дворів, 155 мешканців. Назва Підгірці за формою множини могла б бути осмислена як «поселяни, осівше під горою», або «ті, що знайшли пристанище під горами». Останнє солідаризується із тутешнім іменем сінокосу Під горами (Пуд горами). У Підгірцях немало іменованих місць, як-от: Схеда - «висота з колишніми власницькими нивками, що справляли враження підгірних сходів»; Валув’я - «принизовинний горб формою вала»; Березина - «висотне поле в напрямку Заріцька, де в пониззі красувався березовий гай»; Ульянові гори - «висотна нива на маєтності хуторянця Ульяна»; Покульчицького гори - «пологі горби, які культивував Покульчицький»; Коловорот - «підгірне урочище при в’їзді до сусідніх Гуменник неподалік вируючого струмка»; Невдоб’я (Невдоб’є) - «котлованний запуст, де брали глину, випалювали цеглу»; Водопій - «прирічкове місце біля моста, де купались, напували корів, коней»; Панське поле - «великий надвірний масив, належний колись панові»; Острів - «міжболітний луг на дещо підвищеному ґрунті»; Кут - «культивований ґрунт, вуличка в напрямку Заріцького лісу»; Красівщина (Красювщина) - «поле, яке належало Красівському»; Гумнище (Гумнища) - «городи неподалік колишніх гумен»; Стрибулівщина - «колишній ліс пана Стрибулівського»; Діброва (Дуброва) - «поле на місці дубового лісу»; Казьонний ліс - «державний ліс у напрямку Заріцька»; За провалля (Запроваллє) - «зарослі за глибоким яром»; Соснисько - «бувший сосновий бір»; На вила - «ліс за формою вил»; Придатки - «додаткові наділи орної землі»; Коло криниці - «випас біля криниці»; Губоч - «ліс, у назві якого закладене слово губа якогось переносного значення - «небезпечне місце», «затока» або прізвище з ряду Губа, Губич, основане на понятті «губата людина».